# منطقة مئو
مئو رمزها «MB» (بالإنجليزية: Mau)‏ ، هو تقسيم إداري لدولة الهند تتبع ولاية أتر برديش (بالإنجليزية: Uttar  Pradesh)‏ ، مركزها هو مدينة مئو (بالإنجليزية: Mau)‏ عدد سكانها حسب تعداد سنة 2001 هو 1,849,294 ، مساحتها 1,713 كم² وكثافة السكان 1,080 لكل كم² .